# Leif Nielsen (billedkunstner)
 For fodboldspilleren, se Leif Nielsen.
Leif Nielsen er en dansk autodidakt billedkunstner, billedhugger og galleriejer. Han udtrykker sig i flere medier; maleri, grafik, skulptur, keramik og glas. Desuden har han udgivet flere små publikationer, hvor ord og billeder står over for hinanden og danner en symbiose. Alle har kun tre bogstaver i titlen.
Leif Nielsen har udført flere udsmykningsarbejder såvel til det private som til det offentlige rum. Han har deltaget på mere end 300 censurerede udstillinger uden for Danmark, hvor hans forskellige arbejder flere gange er blevet præmieret.
Han er desuden udnævnt som professor ved Accademia Internazionale "Greci - Marino"; Academia Del Verbano i Italien.
Nielsen er desuden idémager bag såvel kulturprisen Frederiksfanten og etableringen af Halsnæs Kunstmuseum. Begge projekter er forankret til Halsnæs Kommune.
I 2016 grundlagde Leif Nielsen European Art Museum i Frederiksværk. Museet viser kunst skabt i Europa i de første 25 år af dette århundrede. 
Omtalt i følgende udvalgte publikationer:  
Dansk Kunst, fra 1990-2005 I Sovjet på rejse med Next Stop. 
1990 Elwi Arts Bookplates Society, Sverige. 
1990-92 Guinness Rekordbog. (Den danske udgave) Kunst på Muren. 
1993 Galleriernes Magasin, Frankrig. 
1997-99 International de Lutéece. Frankrig. 
1998 Weilbachs Kunstnerleksikon. 
1999  Académie 1001 Reasons to Love the World. USA. World of ART. England. 
2002 Mine mange malermøder. 
2006 Enciclopedico Internazionale d'Arte Moderna Italien. 
2007 Det skjulte sprog, hvad fløjene fortæller. 
2008 101 Kunstner. 
2009 GALLERIET, Et tidsbillede af dansk kunst. International Contemporary Artists. USA. 
2010-12 International Dictionary of Artists Vol 1. USA. Paravents Contemporains. Frankrig 2011 Featured ARTISTS vol 3.USA. Creative GENIUS and ART International. England. Artistas de nuestro tiempo. Spanien. International Contemporary Masters 6 USA. 2012 Segnalati, Italien. Artisti Internazionali, Italien. Important World Artidts Vold.1. USA. GAL ART Diccionatio, Spanien. 
2013 The best modern and Contemporay Artists, Italien. Internationale Kunst Heute, Tyskland. 
2014 Effetto Arts.The Best Modern and Contemporary Artist Bag Masken. 
2015 The bedst Modern and Contemporary Artists. Inspiration International Art Book. Art International Contemporary. Effetto Arts 
2016 ART International Contemporary Magazine.
2017 Sengens moderne og moderne kunstnere Segnalati Berlin 
Udstillinger uden for Danmark: Baltikum, Belgien, Bulgarien, Egypten, England, Frankrig, Grønland, Irland, Italien, Japan, Kina, Nordkorea, Makedonien, Marokko, Malta, Norge, Polen, Portugal, Rusland, Rumænien, Serbien, Spanien, Slovenien, Sverige, Tjekkiet, Tyrkiet, Tyskland & USA
Repræsenteret med arbejder på:
Haegeumgang Theme Museum in South Korea. Tama Art Museum, Tokyo, Japan. Maramures, Museum, Rumænien. Vologda Kunst Museum, Rusland. Ringve Museum Trondheim, Norge, 
Floren Museum, Museet, La-Mancha, Spanien. House of Humor and Satire,  Grabrovo, Bulgarien,  Kunstmuseet Tetovo, Markedonien. 

## Priser, udmærkelser og udnævnelser
Hvis ikke angivet, er der tale om en fransk tildeling.
- Det mest originale, repræsenteret på Nasjonalgalleriet i Oslo (Norge 1991)
- Offentlighedens Pris, 40. Salon for Kunstens venner (1994)
- Æresdiplom, 10. Salon National des Art. (1994)
- Medalje af konseilspræsidenten for Bouches-du-Rohône, 41. Salon for Kunstens venner (1995)
- Guldmedalje, 27. Kunstens Grand prix. (1995)
- Optaget i Académie internationale de Lutèce (1996)
- Udnævnt til professor ved Accademia del Verbano (Italien 1996)
- Udmærkelse fra Juryen, 24. Udstilling i Salon Artistion (1996)
- Kunstnernes pris, 19. International Udstilling af grafik. (Japan 1997)
- Foreningens pris, 9. Internationale Grafik Biennal. (Bulgarien 1997)
- Sølvmedalje, 43. Salon Kunstens venner (1997)
- Optaget i Société nationale des beaux-arts (1998)
- Puplikumspris, Ars Novi (Tyskland 1998)
- Guldmedalje, International Mini-grafik Triennale (Japan 1998)
- Æresdiplom, Litteratur: Académie internationale de Lutèce. Guldbogen for 30 år. (1998)
- Bronzeplade, 16. Salon International Vitry-le-Francois (1998)
- Guldmedalje med udmærkelse fra juryen, 22 (1998)
- Slået til Ridder af Accademica del Verbano (Italien 1999)
- Guldplade, Societé Nationale des Beaux Arts (2000)
- Det Gyldne Lærred, 5. Biennale Skulpturer Animaliseret (2000)
- Guldmedalje, Galleri d'Art J. Goupil (2001)
- Guldmedalje, Wingfield Festival for Arts & Music (England 2002)
- Forgyldt sølvmedalje, 31. Salon International (2003)
- Guldmedalje, Le Château Branda Cadillac (2004)
- Sølvmdedalje, Don Quixoete-museet (Spanien 2005)
- Det Gyldne lærred, 36. Grand Salon International (2005)
- Sølvmedalje, 11. D'art Contemporain du Château de Saint-Auvent (2007)
- Æresdiplom, Maison de la Culture Famenne (2008)
- Optaget i Svenska Konstnärförbundet (2009)
- Guldmedalje, Federation Nationale de la Culture Française (2009)
- Årets kunstner i EDC-kædens kunstforening (Danmark 2011)
- Beskrevet i den kunstbogen Segnalati (Italien 2013)
- Sølvmedalje, Biennale della Creatività (Italien 2014)